# Anastasija Baryšnikova
Anastasija Vladimirovna Baryšnikova (in russo Анастасия Владимировна Барышникова?; 19 dicembre 1990) è una taekwondoka russa.

## Palmarès
Giochi olimpici
- Bronzo a Londra 2012

Mondiali di taekwondo
- Bronzo a Campionati mondiali di taekwondo 2009
- Bronzo a Campionati mondiali di taekwondo 2011

Europei di taekwondo
- Oro a Campionati europei di taekwondo 2010
- Oro a Campionati europei di taekwondo 2012
- Oro a Campionati europei di taekwondo 2015